# Ліознова Тетяна Михайлівна
Тетя́на Миха́йлівна Ліо́знова (20 липня 1924, Москва — 29 вересня 2011, Москва) — радянський кінорежисер, народна артистка СРСР (1984).

## Біографія
Народилася в Москві у родині Михайла Олександровича та Іди Ізраїлівни Ліознових. Після школи Тетяна Ліознова вступила до Московського авіаційного інституту, але провчилася там лише один семестр, після чого вступила до ВДІКу на курс Сергія Герасимова та Тамари Макарової. Після закінчення пробного семестру педагоги вирішили її відрахувати, оскільки визнали, що у неї невеликий життєвий досвід і що його недостатньо для професії режисера. Проте Тетяна Михайлівна змогла переконати педагогів у протилежному, показавши свої навчальні роботи.
Як навчальну роботу у ВДІКу Тетяна Ліознова поставила «Кармен» Проспера Меріме, роль Кармен виконувала Інна Макарова, яка знялась згодом у фільмі «Молода гвардія». В  1949 Ліознова закінчила режисерський факультет ВДІКу, отримавши диплом з відзнакою. Її розподілили на кіностудію ім. М. Горького, але тут же звільнили. Кілька років вона працювала асистентом режисера на фільмах Сергія Аполлінарійович Герасимова. Брала участь у створенні фільмів: «Молода гвардія» (як режисер-практикант по роботі з акторами), «Таємнича знахідка», «Земля і люди» (як другий режисер).
У ці роки спільно зі Самсоном Самсоновим Ліознова поставила в театрі імені Євгенія Вахтангова спектакль «Сива дівчина». Разом зі своїм однокурсником В. Бєляєвим Ліознова написала п'єсу «Блакитна зірка», яка була поставлена в Московському ТЮГу. Тетяна Ліознова викладала у ВДІКу і разом з Левом Куліджановим керувала режисерсько-акторською майстернею. В 2008 взяла участь у підготовці видання книги «Автограф століття».
Померла в Москві на 88-му році життя після затяжної хвороби 29 вересня 2011 року.

## Фільмографія

### Режисерські роботи
- 1958 — «Пам'ять серця»
- 1961 — «Євдокія»
- 1963 — «Їм підкоряється небо»
- 1965 — «Рано вранці»
- 1967 — «Три тополі на Плющисі»
- 1973 — «Сімнадцять миттєвостей весни»
- 1980 — «Ми, що нижче підписалися»
- 1981 — «Карнавал»
- 1986 — «Кінець світу з подальшим симпозіумом»

### Сценарист
- 1981 — Карнавал